# Bergamasca

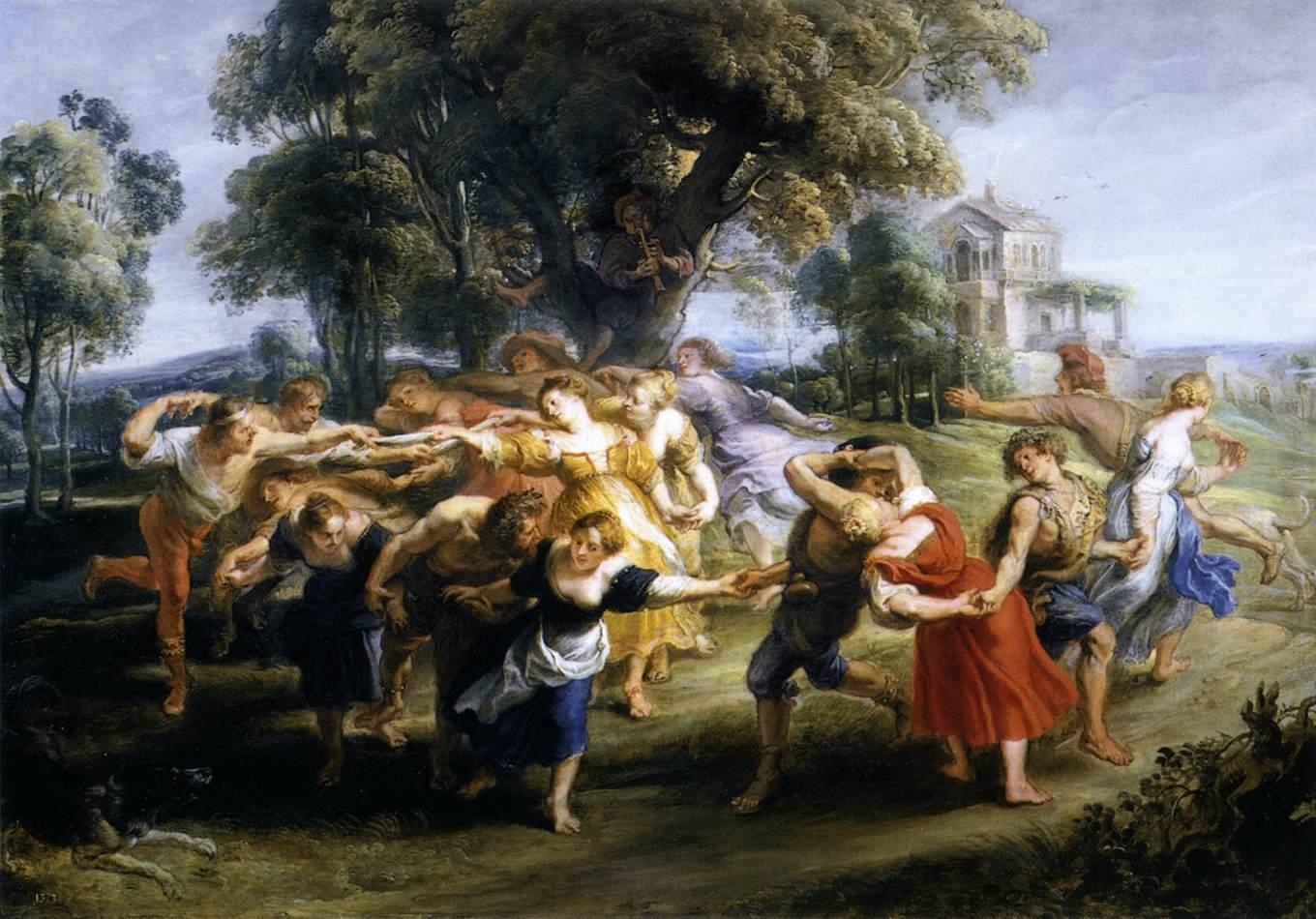
Bergamasca

La bergamasca, también denominada bergamask, bergomask o bergamesca es una danza popular originaria de la ciudad de Bérgamo (norte de Italia) en uso entre los siglos XVI y XVII.
El baile representa las costumbres de los habitantes de Bérgamo, donde supuestamente se originó la danza. Se representaba como una danza de cortejo circular por parejas; los hombres dan vueltas hacia delante y las mujeres hacia atrás hasta que la melodía cambia, las parejas se abrazan, giran sus pasos y comienzan otra vez. Los campesinos de la obra de Shakespeare Sueño de una noche de verano bailan una bergamasca.
Esta danza nunca se convirtió en un baile de la Corte, aunque gozó de cierta popularidad como una composición instrumental de Ostinato. A partir de finales del siglo XVI dio lugar a piezas instrumentales, compuestas, entre otros, por Girolamo Frescobaldi, S. Rossi, Biagio Marini y Samuel Scheidt.